# Camptoloma (Scrophulariaceae)
Camptoloma (Scrophulariaceae) é um género botânico pertencente à família Scrophulariaceae...